# Mirabehn
Madeleine Slade
Madeleine Slade, née le 22 novembre 1892, morte le 20 juillet 1982, plus connue ensuite sous le nom de Mirabehn ou Meera Behn, est une citoyenne britannique qui quitte son domicile en Grande-Bretagne pour aller vivre et travailler avec Mohandas Gandhi, le chef de file du mouvement pour l'indépendance de l'Inde.
Elle consacre sa vie à participer à cette lutte pour l'indépendance indienne, puis au développement humain et à la mise en œuvre des principes de Gandhi.

## Biographie

### Jeunesse
Madeleine Slade naît le 22 novembre 1892 dans une famille de la gentry britannique. Son père, sir Edmond Slade est un vice-amiral de la Royal Navy qui est affecté, alors qu'elle est enfant, en tant que commandant en chef de l'escadron des Indes orientales, devenant plus tard directeur de la Division du renseignement naval puis contre-amiral.
Elle passe donc une grande partie de son enfance avec son grand-père maternel qui possède une grande propriété de campagne et elle devient dès son plus jeune âge une amoureuse de la nature et des animaux.
L'autre grande passion de la jeune Madeleine Slade est la musique de Ludwig van Beethoven. Elle se tourne vers le piano et les concerts, et devient même organisatrice de concerts. En 1921, elle s'arrange même pour qu'un chef allemand dirige le London Orchestra lors de concerts mettant en vedette Beethoven et contribue à mettre fin au boycott britannique des musiciens allemands qui suit la Première Guerre mondiale.
Elle visite également Vienne et l'Allemagne pour voir les endroits où Beethoven a vécu et composé sa musique. Elle lit beaucoup sur lui. Elle lit les ouvrages de Romain Rolland sur Beethoven, puis le cherche et le rencontre à Villeneuve, où il vit alors. Au cours de cette réunion, Rolland évoque son nouveau livre intitulé Mahatma Gandhi, qu'elle n'a pas encore lu. Rolland décrit Gandhi comme un autre Christ et comme la plus grande figure du XXe siècle,. 
À son retour en Angleterre, elle lit la biographie de Rolland sur Gandhi et ce livre la convainc de devenir disciple du Mahatma. Elle écrit à Gandhi pour lui demander si elle peut devenir son disciple et vivre avec lui à l'ashram de Sabarmati. Gandhi lui répond, l'invitant à venir mais l'avertissant également de la discipline des habitants de l'Ashram. Ayant pris sa décision, elle s'entraîne pour toutes les exigences de la vie d'un ascète en Inde, y compris le végétarisme, le filage et le tétotalisme. Cette année-là en Angleterre, elle s'abonne à Young India (le journal de Gandhi) et passe une partie de son temps à Paris à lire la Bhagvad Gita et une partie du Rigveda en français.

### Vie en Inde et rôle dans la lutte pour la liberté
Elle arrive le 7 novembre 1925 à Ahmedabad où elle est reçue par Mahadev Desai, Vallabhbhai Patel et Swami Anand. C'est le début de son séjour en Inde qui dure près de trente-quatre ans. Pendant son séjour en Inde, Mirabehn intègre le Gurukul Kahhngri pour apprendre l'hindi. Par la suite, elle se rend à l'Ashram Bhagwat Bhakti de Rewari établi par Swami Parman et Maharaj pour être bénie par lui. Elle écrit également au Mahatma Gandhi au sujet de ses expériences là-bas à l'ashram de Bhagwat Bhakti[réf. nécessaire].

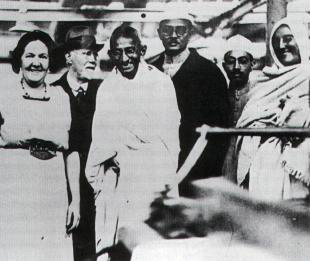
Mira Behn (tout à droite) avec Mahatma Gandhi au Greenfield Mill, à Darwen, Lancashire.

Le séjour de Mirabehn en Inde coïncide avec l'apogée gandhienne de la lutte pour la liberté. Elle accompagne Gandhi et d'autres à la conférence de la table ronde à Londres en 1931. Alors qu'ils reviennent de Londres, Mirabehn et Gandhi rendent visite à Rolland pendant une semaine et, alors qu'ils prennent congé, Rolland lui donne un livre sur Beethoven qu'il a écrit pendant qu'elle était en Inde. Lorsqu'elle lira ce livre en 1960, cela la convaincra de déménager en Autriche et de passer ses derniers jours au pays de la musique de Beethoven.
La reprise du mouvement de non-coopération en 1931 la voit être emprisonnée en 1932-1933.
Pour plaider la cause de l'Inde, elle se rend également à l'étranger pour rencontrer, entre autres, David Lloyd George, le général Smuts et Winston Churchill, et elle se rend aux États-Unis, où elle rencontre Madame Roosevelt à la Maison Blanche. Mirabehn s'intéresse également activement à la création de l'ashram de Sevagram et travaille parmi les habitants d'Odisha pour résister non violemment à toute invasion japonaise potentielle au début de 1942. Elle est arrêtée et détenue avec Gandhi au palais de l'Aga Khan, à Pune, d'août 1942 à mai 1944, où elle voit mourir Mahadev Desai et Kasturba Gandhi. Elle est également témoin de la Conférence de Simla et de la Mission du Cabinet, du Gouvernement intérimaire et de l'Assemblée constituante, de la partition de l'Inde et de l'assassinat du Mahatma Gandhi[réf. nécessaire].

### Après l'indépendance en Inde
Après sa libération du Palais Aga Khan, avec la permission de Gandhi, Mirabehn installe l'ashram Kisan dans un village nommé Mooldaspur majra, un site près de Roorkee. La terre lui est donnée par les villageois locaux. Après l'indépendance, elle fonde l'ashram de Pashulok près de Rishikesh et une colonie appelée Bapu Gram, ainsi que l'ashram de Gopal au Bhilangana en 1952. Elle se lance dans des expériences laitières et agricoles dans ces ashrams et passe également un certain temps au Cachemire. Pendant le temps qu'elle passe à Kumaon et à Garhwal, elle observe la destruction des forêts et l'impact qu'elle a sur les inondations dans les plaines. Elle écrit à ce sujet dans un essai intitulé Something Wrong in the Himalaya, mais son conseil est ignoré par le Département des forêts. Dans les années 1980, ces zones sont témoins d'une grande campagne environnementale gandhienne pour sauver les forêts, appelée le mouvement Chipko. L'un de ses associés est le philosophe hindou Ram Swarup.
Elle revient en Angleterre en 1959. En 1960, elle déménage en Autriche et passe vingt-deux ans dans de petits villages des bois de Vienne (Baden, Hinterbrühl, Kracking), où elle meurt en 1982.
Elle reçoit la deuxième plus haute distinction civile de l'Inde, le Padma Vibhushan, en 1981.

## Livres de Mirabehn

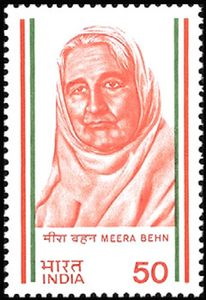
Mirabehn sur un timbre de l'Inde de 1983

L'autobiographie de Mirabehn est intitulée Le pèlerinage spirituel. Elle publie également les Lettres de Bapu à Mira et New and Old Gleanings,. Au moment de sa mort, elle a également écrit une biographie non publiée de Beethoven, l'Esprit de Beethoven.
- Pèlerinage spirituel, Great River Books, 1984  (ISBN 0-915556-13-8).
- Nouveaux et anciens glanages, Pub Navajivan, Maison, 1964.
- Lettres à Mirabehn du Mahatma Gandhi, Livres Greenleaf, 1983  (ISBN 0-934676-53-4).

## Dans la culture populaire
- L'actrice Geraldine James l'incarne dans le film de Richard Attenborough, Gandhi, qui est créé plusieurs mois après la mort de Madeleine Slade en 1982.
- Mira et le Mahatma de Sudhir Kakar est un récit fictif sur la relation entre Gandhi et Madeleine en tant que son disciple Mirabehn[3].